# Ptychochromis ernestmagnusi
Ptychochromis ernestmagnusi är en fiskart som beskrevs av Sparks och Melanie L. J. Stiassny 2010. Ptychochromis ernestmagnusi ingår i släktet Ptychochromis och familjen Cichlidae. Inga underarter finns listade i Catalogue of Life.